# Edme Louis Barthélemy Bailly de Juilly
Edme Louis Barthélemy Bailly de Juilly (1760-1819) est une personnalité de la Révolution française qui fut député de la Convention nationale, membre du Conseil des Cinq-Cents, et préfet et baron de l'Empire sous Napoléon Ier.

## Son enfance
Edmé Louis Barthélemy Bailly de Juilly est un homme de la Révolution française, que la notoriété de Jean Sylvain Bailly, maire de Paris, a franchement éclipsée.  Il s'agit, néanmoins, d'un homme politique caractéristique de la montée des élites du tiers état avant et après la Révolution. Né à Saint-Phal, près de Troyes, dans l'Aube le 17 octobre 1760, il est le fils légitime d’Edmé Barthélemy Bailly, laboureur puis procureur à Saint-Phal, et d’Edmée Aubron.
On ne sait rien de sa petite enfance.

## L'expérience de Juilly
Après des études au collège de Juilly, près de Meaux, tenu par des Oratoriens et très réputé, Bailly entre en 1779 dans ce collège comme professeur de français-latin-grec. Certains professeurs de Juilly s'illustrent lors de la période révolutionnaire et sous les régimes suivants, tels Joseph Fouché, Régent des mathématiques et professeur de physique, futur ministre de la Police de Napoléon Ier, puis de Louis XVIII.
Bailly côtoie par ailleurs Billaud-Varenne, Préfet des Études, qui s’illustrera plus tard à la Convention, notamment comme l’inventeur du calendrier révolutionnaire. C'est lui qui, lors du procès de Louis XVI, n’hésitera pas à demander la mort du roi sans jugement dans les quarante huit heures. Billaud-Varenne s’illustra par ailleurs pour avoir déféré devant le Tribunal révolutionnaire des personnes illustres, telles que Philippe Égalité et Marie-Antoinette d'Autriche.
Bailly enseignera à Juilly en classe de quatrième puis en classe de rhétorique (actuelle classe de Première des lycées).
Le collège accueille alors des élèves brillants, tels que le philosophe Louis de Bonald, Charles-Antoine des Aix, chevalier de Veygoux, plus connu sous le nom de Dessaix, vainqueur de Marengo, le constituant Adrien Duport, le conventionnel Hérault de Séchelles ou Étienne-Denis Pasquier, futur Garde des Sceaux de Louis XVIII.
Bailly quittera Juilly au début de la Révolution.

## Débuts en politique
En 1789, Bailly adopte les idées nouvelles, et renonce à l’enseignement, pour devenir avocat au Parlement de Paris ; le barreau est, à l’époque, la voie la plus favorable pour accéder à la carrière politique. Bailly est nommé à cette époque membre de l’administration du département de la Seine-et-Marne et de la Commission chargée de vérifier les comptes de liquidation de l’ancienne province d’Île-de-France. Il prête alors serment à la constitution civile du Clergé, indique Prevert dans sa biographie générale (1848), ce qui paraît contestable, puisqu’il n’a pas prononcé ses vœux.
À la fin de l'Assemblée constituante, les députés élus avaient décidé qu’aucun d’entre eux ne serait rééligible au sein de la nouvelle Assemblée dite « législative » (1er octobre 1791 - 21 septembre 1792), de sorte que cette législature révèle des hommes nouveaux. Bailly est élu député suppléant pour le département de Seine-et-Marne, mais ne siège pas, faute de vacance du siège de son titulaire.
Cette assemblée dite législative est principalement confrontée à la guerre. En effet, l’Europe monarchique se ligue pour anéantir la République et les idées nouvelles.
Le 20 avril 1792, l’Assemblée, qui est politiquement divisée, vote à la quasi-unanimité la guerre à l’Autriche, les uns espérant la défaite et le retour du roi, les autres espérant porter la liberté hors des frontières ; une guerre qui durera plus de vingt-trois ans. Les revers militaires que connaît la France au printemps 1792 (la France est occupée jusqu’à Sedan) provoquent une agitation extrême à l’intérieur, qui conduit à la prise des Tuileries le 20 juin, puis à la chute de la royauté le 10 août 1792.

## Un conventionnel modéré
Bailly est envoyé, le 21 septembre 1792, comme député de Seine-et-Marne à la Convention. Élu dans la circonscription de Juilly, il réside à Dammartin-en-Goële, on le surnomme Bailly de Juilly. Il se marie en novembre 1792 à Paris avec Agathe Cormery.
Ami des idées nouvelles, mais surtout homme modéré, Bailly de Juilly est effrayé par les violences qui marquent les débuts de cette législature, et notamment par les « massacres de Septembre », au cours desquels sont exécutés sommairement 1 400 personnes, dont des nobles, considérés comme des ennemis de l’intérieur, et 223 ecclésiastiques insermentés rassemblés au couvent des Carmes, à Paris, dont Bailly a été proche à Juilly, et auxquels il doit sa formation intellectuelle. Il reproche à la Révolution, dans sa seconde phase, celle dans laquelle dominent les jacobins, ses violences, et le manifeste à l'Assemblée, avec ses collègues modérés « de la plaine », par ses votes négatifs.
Dans le procès de Louis XVI, qui s’ouvre le 11 décembre 1792, Bailly de Juilly souscrit à toutes les questions de la minorité, qui, si elle ne veut pas ouvertement sauver le roi, est au moins décidée à ne pas le faire mourir sur l’échafaud. Il déclare très ouvertement dans une note à ses commettants du département de Seine-et-Marne, conservée par ses descendants, que le roi est coupable (on a découvert alors l'armoire de fer contenant ses correspondances avec l'empereur d'Autriche, Joseph II, son beau-frère). Mais, en chrétien, qu'il restera toujours, il souhaite le pardon, ce pardon dont Robespierre disait qu’il sonnait comme une insulte.
Sur le problème de la voie de recours après le jugement, trois tendances s’expriment alors à l’Assemblée : ceux qui veulent une voie de recours, l’appel au peuple, c’est-à-dire, la soumission du verdict à l’approbation des électeurs (Bailly est de ceux-là, car il sait que l'Assemblée est soumise à la pression des sans-culottes) ; ceux qui considèrent que l’Assemblée juge en premier et dernier ressort ; et ceux qui, comme Robespierre, veulent la mort sans jugement, considérant qu’il s’agit d’une question politique, et non d'une affaire de droit commun. Robespierre ajoute, pour forcer les députés à voter pour la mort:
« Si le roi n'est pas coupable, ceux qui l'ont détrôné le sont ». Louis XVI, quant à lui, réclame le recours au peuple français, ce sur quoi Bailly répond :
« Ceux qui veulent juger Louis définitivement, motivent leur opinion sur les malheurs qu’entraînerait l’appel au peuple. À leurs yeux, la guerre civile est inévitable, si les communes de la République se rassemblent pour se prononcer par oui ou par non sur le sort de Louis. »
« La guerre civile parmi le peuple, lorsqu’il est question de punir un tyran détrôné ! Eh ! La journée du 10 août, le renversement d’un trône constitutionnel, la convocation d’une convention nationale pour établir une constitution républicaine, a-t-elle amené la guerre civile ?
Et cependant presque toutes les autorités constituées étaient alors royalisées ; et notre territoire était envahi par une armée nombreuse. Et aujourd’hui que nos armées sont victorieuses, que la royauté est abolie, que la république est déclarée, que toutes les autorités qui viennent d’être renouvelées marchent dans le sens de la Révolution républicaine, on craint une guerre civile ; mais cette crainte est une injure contre la souveraineté du peuple. »
« Non, non, citoyens, rassurez-vous ; il n’y a de guerre civile dans un grand État que lorsqu’il y a deux partis à peu près égaux en force ; or je vous demande en ce moment, croyez-vous que le parti des aristocrates et des royalistes osât se montrer en face devant la souveraineté du peuple ? »
« Non, vous le savez, ce parti n’est qu’une poignée de rebelles et de facétieux devant la majorité des français. »
Bailly ajoute :
« Si c’est comme législateur que nous allons décider du sort de Louis, nous devons prévoir toutes les conséquences ultérieures de la mesure que nous adopterons, et combiner toute démarche sur la loi suprême du salut public. Louis, sans doute, a mérité la mort.
Mais cette mort serait-elle plus salutaire que nuisible à notre liberté ?
La mort d’un tyran pourrait faire revivre la tyrannie tandis que Louis XVI, méprisé, avili, ne peut plus être dangereux ; sa vie n’est plus que celle d’un lâche et d’un parjure, sur lequel aucun parti ne peut compter. »
« Depuis le 10 août, le peuple l’a regardé comme un otage précieux contre les armées ennemies pour consolider la république naissante, il est encore plus important de le conserver comme un otage de la guerre qui n’est pas finie, et comme un gage assuré de la destruction irrévocable de la royauté. »
« La mort d’un tyran n’a jamais donné la liberté à son peuple.
Voyez César assassiné par Brutus, et bientôt remplacé par un autre despote et dans des temps moins éloignés de nous, voyez Charles Ier périssant sur l’échafaud et l’usurpateur Cromwell le remplaçant ensuite sous le titre de protecteur.
Voyez au contraire les Tarquins expulsés de Rome ; Denis chassé de Syracuse… »
Bailly conclut enfin qu’entre la prison perpétuelle et le bannissement, il préfère cette deuxième solution, précisant :
« D’après ces considérations, la mesure qui me paraît le mieux convenir au salut de la République, c’est de conclure, avec Thomas Paine, au bannissement perpétuel de Louis Capet, après la guerre… »
« Par-là vous donnez un grand exemple à l’univers ; la vue d’un tyran détrôné portant partout le sceau de l’ignominie, proscrit de son pays avec la royauté, dont le souvenir le tourmentera sans cesse, sera une leçon vivante pour les rois qui craindront une chute aussi terrible. »
L’attitude de refus de Bailly concernant la condamnation à mort de Louis XVI est un acte de courage de sa part, comme de tous les députés non-régicides. En effet, à l'époque, le vote se fait par appel nominal et à voix haute, à la Tribune. Les députés s’expriment sous la pression « du parti de la mort » et des « Patriotes » massés dans la Tribune.
Comme le dira lui-même le régicide La Revellière-Lepaux :
« Il faut l’avouer, dans ce moment, il y avait plus de courage à absoudre qu’à condamner ».
D’ailleurs, de nombreux historiens disent que sans l’appel nominal, et sans cette pression de la foule parisienne, le roi aurait, sans doute, sauvé sa tête.
Le sort de l’accusé restera indécis jusqu’au dernier département appelé durant les trente-sept heures que dure le défilé des députés, qui s’achève le 17 janvier 1793. Sur une majorité de 361 voix, 361 députés votent la mort sans condition. Annoncée le 20 janvier 1793 à Louis XVI, l'exécution a lieu dès le lendemain.
S’ouvre alors la période dite de la Terreur, instaurée en raison de la guerre civile en Vendée et de la guerre aux frontières. Bailly garde le plus profond silence jusqu’à la chute de Robespierre, le 9 thermidor (27 juillet 1794). Bailly concourt cependant de toutes ses forces au renversement de l'« Incorruptible », qui aboutit enfin le 10 thermidor.
Après la chute de Robespierre, Bailly est nommé secrétaire puis commissionnaire à Strasbourg, avec mission d'y adoucir ou d'y réparer les exactions des conventionnels Saint-Just et Lebas[Lequel ?], alors renvoyés en mission, et de créer un comité chargé d’épurer les associations robespierristes (7 janvier 1795). Il fait sortir de prison bon nombre d'innocents, favorise le retour en Alsace des émigrés et des prêtres réfractaires, et expulse des fonctions publiques tous les hommes attachés à la faction de Robespierre, qui les y avait entassés. Mais, dans le même temps, celui qui n'avait pas voté la mort du roi prononce le 21 janvier 1795, date anniversaire de la mort de Louis XVI, à la cathédrale de Strasbourg, un discours vibrant de républicanisme. De retour au sein de la Convention, Bailly fait le rapport de ses opérations, et continue de combattre avec beaucoup d’énergie le parti des robespierristes.
Dubois-Crancé, député des Ardennes à la Convention ayant cherché à effrayer l’ensemble des conventionnels sur le progrès des royalistes en faisant publier son discours, et s’étant fait applaudir par les quelques députés qui restaient encore attachés au système de Robespierre, Bailly se retourna vers eux et leur dit « Messieurs de la ci-devant Montagne, vous n’êtes pas encore les maîtres ». Assurément, ils ne l’étaient plus depuis le 9 thermidor, qui avait abouti à l’exécution, sans jugement, de soixante-douze Jacobins. Bailly remplit les fonctions de président de la Convention, le 16 prairial an III (4 juin 1795), en remplacement de Lanjuinais, et durant la terrible journée de prairial an III.
Il n’y déploie pas moins de courage que son collègue Boissy d'Anglas, qui occupe le fauteuil avec lui. L’émeute du 1er prairial an III (20 mai 1795), causée par la famine, avait conduit une foule furieuse à envahir l’enceinte de la Convention en criant : « Du pain et la constitution de 1793 ».
Les députés Théodore Vernier et André Dumont (homme politique) ayant abandonné le fauteuil de président, c’est Boissy d’Anglas qui monta à la tribune. Comme les insurgés espéraient l’effrayer en lui présentant la tête du député Feraud au bout d’une pique, Boissy d’Anglas salua respectueusement cette tête sanglante, calma la foule, et put rétablir ensuite l'ordre au sein de l’Assemblée en faisant intervenir la troupe. Bailly préside la Convention le 30 messidor an III (21 juin 1795) ; lorsqu'une députation de la section du Muséum, venue féliciter l’Assemblée de sa victoire sur la réaction royaliste, demanda une constitution, il fit cette réponse : « La Convention saura maintenir la République par une constitution sage ; mais ce ne sera pas la république de Robespierre, la république des décemvirs, des hommes de sang ; ce ne sera pas la république de Paris, mais celle de tous les départements, parce que tous les départements concourent à sa défense… ».
Dans la séance du 19 thermidor (6 août 1795), Bailly accuse son collègue Goupilleau d’exagérer le tableau de la réaction qui avait alors lieu dans le Midi contre les Jacobins, réaction plus connue sous le nom de « terreur blanche ». À la même époque, il s’oppose avec force à la proposition faite par ses collègues d’arrêter tous les prêtres qui n’avaient pas prêté serment à la Constitution, et il annonce que le Comité de Sûreté générale, dont il est membre, « a pris à cet égard toutes les mesures que réclame la tranquillité publique ». Ici, comme auparavant, Bailly s’interpose le mieux qu’il peut pour protéger le clergé insermenté.

## Le Conseil des Cinq Cents
Après la promulgation de la Constitution du 5 fructidor an III, qui créait deux assemblées, le Conseil des Cinq-Cents et le Conseil des Anciens, et un organe exécutif de trois directeurs, Bailly passa par la voie du sort au Conseil des Cinq-Cents, et en fut élu secrétaire le 18 juillet 1796.
Cette nouvelle assemblée, présidée par Pichegru, se range très ouvertement aux côtés du parti des Clichyens, que l’on accusait de tendre la main aux Royalistes, et sera renversé par le coup d’État du 18 Fructidor an V (septembre 1795). C'est, en effet, après avoir découvert la trahison de Pichegru, dont certains documents avaient été trouvés entre les mains d’agents de Louis XVIII, que survint le coup d’État, qui fut la première entrée remarquée du général Bonaparte en politique.
À la suite de ce coup d'État, les lois réfractaires contre les prêtres sont remises en vigueur, et la déportation en Guyane, que l’on appelait à l’époque « la guillotine sèche », frappe bon nombre de conspirateurs et de conventionnels.
Il s'agit d'une période de réaction contre le mouvement royaliste, et c’est à cette époque que Fouché, ancien condisciple de Bailly à Juilly, met pour la première fois en œuvre un régime policier, qu'il perfectionnera ensuite sous le Consulat de l'Empire, dont seront victimes bon nombre de conventionnels. Bailly, qui se range du côté des Clichyens, est, à l’époque, inscrit sur la liste des déportations pour la Guyane, lorsque cette liste est discutée au Corps législatif. Malès déclare ouvertement que son collègue Bailly ne peut pas être royaliste, puisqu'il est prêtre assermenté et marié.
Cette indication est fausse, puisque Bailly, certes ancien Oratorien, n’avait toutefois pas prononcé ses vœux de prêtrise ; cependant, ce mensonge sauvera Bailly de la déportation. Réélu au Conseil des Cinq-Cents par le département de l'Aube, sa région natale, en 1798, Bailly est dénoncé à la tribune comme « un royaliste échappé à la déportation de Fructidor et comme un lâche » par son collègue Gauran, mais cette accusation n'a pas de suite.

## La préfecture du Lot
Durant le Consulat, Bailly prend parti pour l'ordre que Bonaparte incarne après son coup d'État du 18 Brumaire. Il est aussitôt nommé préfet du département du Lot, dans la fournée des premières nominations. À ce titre, il est présent au sacre du 2 décembre 1804 à Notre-Dame de Paris. Sa conduite dans sa fonction de préfet est celle d’un homme prudent et modéré. Bailly concilie les intérêts et les partis opposés et réussit ainsi pendant treize ans, à se faire estimer de tous ses administrés et apprécié du gouvernement, qui le nomme chevalier de la Légion d'honneur dès 1804, puis baron de l'Empire et officier de la Légion d'honneur en 1808. Un reproche lui est cependant fait par Napoléon, celui de la conscription dont le nombre des appelés est insuffisant à la fin de l'Empire.
En 1813, son administration ayant connu certains désordres, un sévère examen est ordonné, et révèle que l’honnêteté de Bailly ne peut être mise en doute. Cependant, il s'avère que, par faiblesse et négligence, il a toléré dans ses services des abus, qui conduisent le gouvernement impérial à ordonner son remplacement. Bailly alors âgé de cinquante-trois ans est contraint à la retraite.

## Une fin de vie retirée
Il vient habiter avec ses trois enfants et son épouse Agathe Cormery une maison de campagne qu'il possède en Normandie et revient alors à sa vocation première d’enseignant. Il s'occupe de l'éducation d'Armand Louis, le dernier de ses trois enfants, qui deviendra notaire à Dammartin-en-Goële, en Seine-et-Marne où son père possédait des fermes, de Thérèse Sophie, et de Justine Louise (1798-1860), laquelle épousera Achille Louis Guillaume Bernier, notaire à Dammartin-en-Goële, en Seine-et-Marne, fils de Louis-François Bernier, cultivateur dans l’Aisne et député à l'Assemblée législative.
Le baron Bailly meurt le 26 juillet 1819 à Paris, 57, rue des Saints-Pères, des suites d’un accident de diligence survenu sur la route de Rouen, à l'occasion d'une course poursuite stupide entre deux cochers. Il subira avant de mourir l'amputation douloureuse de ses deux bras.
On connaît de lui un rapport sur l'organisation de la Société nationale des Sciences, Belles-Lettres et Arts, in-8o, qu'il présentera au Conseil des Cinq-Cents au nom du comité d'instruction publique en 1799, ainsi que son rapport sur le jugement du dernier roi des Français.

## Armoiries
| Figure | Blasonnement |
|        | Armes du baron de Juilly et de l'Empire, 1811 Écartelé : aux 1 et 4, de gueules, au chevron alésé, accompagné de trois étoiles, le tout d'or ; aux 2 et 3, d'azur, au lévrier rampant d'argent, accolé d'or ; au canton des Barons Préfets brochant. |